# Marie-Sœurette Mathieu
Pour les articles homonymes, voir Mathieu.
Marie-Sœurette Mathieu est une sociologue, écrivaine, peintre et enseignante, née le 10 août 1949 à Port-au-Prince (Haïti), morte le 20 juillet 2023 à Laval.

## Biographie
Née en août 1949 à Port-au Prince, elle quitte son pays natal en 1970 pour les États-Unis, puis se dirige vers le Québec.
Elle étudie à l'université du Québec à Montréal (UQAM) en Sociologie et en éducation (B.A 1983). Elle obtient un certificat TESOL (Teaching English as a Second Language) à l'université Concordia en 1990. Elle est mère de trois enfants: Richard Résilard Mathieu, Sandra Mathieu Rosalva et David Mathieu.
Elle est connue pour son roman L'amour en exil publié aux éditions CIDIHCA en 2000 pour ses nombreux recueils de poèmes, dont Ardémée, Lueurs et aussi pour son roman Un pas vers la matrice, publié en 2009 aux Éditions Grenier. Elle est aussi connue pour ses nombreux articles et poèmes publiés dans des revues et journaux, notamment Actualités, Habitabec, dans les années 1987-89 en tant qu'agente d'immeuble. On la trouvait aussi dans l'hebdomadaire Présence dans les années 80-90 et dans le journal électronique: Le monde évangélique dans les années 2000. Marie-Sœurette Mathieu est aussi douée pour la peinture. Elle peint les paysages qui lui transmettent des émotions.
Dans les années 1990, elle est membre de l'Union des écrivaines et des écrivains québécois (UNEQ) à partir de 1991 et membre du conseil d'administration de la Société littéraire de Laval de 1994 à 1996, puis de 1999 à 2001 
Elle est aussi impliquée dans plusieurs autres conseils d'administration pour l'avancement de sa communauté durant les décennies suivantes. De 2009 à 2013 elle a œuvré au sein du Comité lavallois des rencontres interculturelles. En 2015 elle s'implique au sein de l'organisme Centre communautaire le Combite de Laval avec lequel elle a  une longue expérience de collaboration en tant qu'animatrice d'atelier d'écriture. En septembre 2017, elle devient présidente par intérim du C.A de CCCL Centre communautaire le Combite de Laval au décès de la présidente en cours.
Elle est initiatrice d'événements au cours du mois de février consacré comme mois de l'histoire des noirs. En 2018 l'événement a été d'honorer 10 écrivains disparus d'origine haïtienne en lisant leurs textes poétiques. Cet événement a été une réussite à la bibliothèque multiculturelle de Laval.
En 2013 elle a été candidate aux élections municipales de la ville de Laval avec la formation Option Laval. Elle n'est pas élue. Durant cette même année, Madame Mathieu mène un projet d'atelier d'écriture avec plusieurs participants, pour le réseau des bibliothèques de Laval qui aboutit à la publication d'un collectif intitulé Vivre dans la région de Laval.
En mars 2015, elle collabore à un autre collectif qui célèbre le 50e anniversaire de Ville de Laval, Je vous écris de mon quartier, La nature des origines, à la suite d'un atelier d'écriture autour du thème Poésie, prose et fables autour de la Rivière-des-Mille-Îles. Elle est auteure du texte « Isabelle et la Rivière » dans ce collectif.
En juillet 2018 Marie-Soeurette Mathieu est nommée pour faire partie du Parlement des écrivaines francophones 2018 qui a lieu à Orléans, France en septembre. Elle y participe avec une soixantaine d'autres écrivaines venues d'un peu partout dans le monde. En février 2018 elle est choisie pour être une des 41 personnes devant travailler sur un constitution citoyenne du Québec. Ce projet de constitution est déposé à l'Assemblée nationale du Québec en mai 2019 en attente de décisions gouvernementales.
Marie-Soeurette Mathieu participe au salon du livre Afro canadien à Ottawa durant les années 2021 et 2022.
Le 20 juillet 2023, à Laval, Marie-Soeurette Mathieu meurt à l'âge de 73 ans. Un hommage posthume lui est offert par le RAPPEL (Regroupement des auteurs publics professionnels et émergents lavallois) Parole-création, dans le cadre du festival Gens de paroles.

## Œuvres
- Lueurs  poèmes Port-au-prince 1971
- Poèmes d'autrefois  et Fêlures Montréal : Schindler Press 1976
- Lueurs ; et, Quinze poèmes d'éveil  Montréal : Édition Lagomatik 1991  (ISBN 2980087076) (br.)
- Pagaille dans la ville  roman Montréal : Humanitas 1995  (ISBN 2-89396-113-4) (br.)
- Tolérence, ouvrage collectif avec des textes de Marie-Sœurette Mathieu, Éditions Thechner 1996
- Ardémée  poèmes Montréal : Humanitas 1997  (ISBN 2-89396-146-0) (br.)
- L'amour en exil roman Montréal : Éditions du CIDIHCA 2000  (ISBN 2-89454-116-3) (br.)
- Double choc pour Mélanie  Montréal : Éditions du CIDIHCA 2002  (ISBN 2-89454-065-5)[4]
- Retrouvailles  Laval : Éditions Teichtner 2004  (ISBN 2922243095) (br.) Note : Poèmes.
- Un pas vers la Matrice, roman, Montréal: Éditions Grenier 2009  (ISBN 978-2-923470-44-3) (br.)
- Publication de quelques haïkus dans la revue GONG, avril-juin 2010, No.27 Éditorial à la suite du séisme d'Haïti janvier 2010.
- L'autre face des Étoiles, Poèmes et Haïkus, Lorraine: Éditions Le grand fleuve 2012  (ISBN 978-2-922673-21-0) (br.)
- Châteaux de sucre, roman, Lorraine: Éditions Le grand fleuve 2015  (ISBN 978-2-922673-26-5)   Version numérique  (ISBN 978-2-922673-28-9)
- La force des lettres, autobiographie, Montréal Édition du CIDIHCA 2018 ,  (ISBN 978-2-89454-510-2)
- L'Envol, anthologie, Montreal Édition du CIDIHCA 2020 ,  (ISBN 9782894 544273)